# Feng Guozhang
Feng Guo-zhang (馮國璋 / 冯国璋, pinyin: Féng Guózhāng, Wade-Giles: Feng Kuo-chang;født 7. januar 1859 i Hejian i Zhili i Kina, død 12. december 1919 i Peking) var en kinesisk militær og politiker. Han var Republikken Kinas præsident i 1917-18.
Feng blev under kejsertidens sidste år kendt som dygtig militær og var der efter en af Yuan Shi-kais favoritter som general i Beiyang-hæren som medhjælper i kampen mod oprørere i det sydlige Kina. Blandt andet erobrede han Nanjing i 1913. Han var imidlertid uenig i Yuan Shi-kais planer om at genindføre monarkisk styreform og blev derfor kaldt af Yuan til Peking, formelt for at blive generalstabschef, men faktisk for at der kunne holdes øje med ham.
Feng valgte imidlertid at forblive i Nanjing under påskud af at undertrykke et nyt oprør (1916), og hans faste råd til Yuan Shi-kai om at fratræde som kejser bidrog i væsentlig grad til, at Yuans stilling blev uholdbar.
Efter Yuan Shi-kais død samme år blev Feng valgt til vicepræsident, og da den nyvalgte præsident Li Yuan-hong i juli 1917 blev styrtet af et monarkistisk oprør, blev Feng udset til fungerende præsident. Efter, at det monarkiske oprør var nedkæmpet, blev han så valgt til ordinær præsident. I denne egenskab udfærdigede han i august samme år Kinas krigserklæring mod Tyskland.
På grund af pres fra Anhui-kliken udnævnte han Duan Qirui til statsminister.
Feng fuldendte den femårige præsidentperiode indledt af Yuan i 1913 og fratrådte den 10. oktober 1918. Som præsident var Feng vaklende og svag. Han døde af sygdom året efter.